# Ahiman Rezon
Book of Constitutions of this Grand Lodge ou l'Ahiman Rezon (אֲחִימָן רְזוֹן en hébreu, qui signifie Une aide à un frère) est un ouvrage doctrinal et pamphlétaire majeur de la franc-maçonnerie écrit par Laurence Dermott en 1751 et publié en anglais pour la première fois en 1756. Il connaîtra de nombreuses éditions - huit en tout - jusqu'en 1813.

## Étymologie
De nombreuses tentatives ont été faites afin d'expliquer l'origine étymologique du titre de l'ouvrage. Selon l'auteur américain Albert Mackey, le titre est dérivé de trois mots hébreux : zhiln, qui signifie « frères », manah, « nommé, sélectionné » dans le sens être placé dans une classe particulière et ratzon, qui exprime la volonté, le plaisir, ou la signification.
La combinaison des trois mots en Ahiman Rezon, signifierait alors la volonté d'une loi destinée à une classe ou à une société d'hommes qui sont choisis ou sélectionnés à partir d'autres, par cooptation et qui se reconnaissent dès lors comme frères.
La vision de Mackey concernant l’origine hébraïque du titre de l'ouvrage n'est pas partagée par tous. Les auteurs ultérieurs à l'américain voient eux en Ahiman Rezon une étymologie espagnole : Ahi (prononcé Ah-ee) est démonstratif et signifie « là », pointant vers une chose ou un lieu, man viendrait de monta, traduisible par « le compte » ou « le montant », dans le sens d'une somme totale. Enfin, Razon ou Rezon signifie en espagnol « raison, principe, justice », la justice étant le mot utilisé afin d'exprimer la loi. D'après l'origine hispanique, le titre se traduit par « Il est le compte-rendu complet de la loi. ».

## Contexte de rédaction
Laurence Dermott est un commerçant catholique irlandais qui rejoint Londres en 1748 afin d'agrandir l'entreprise familiale. Si à son arrivée, Dermott rejoint une loge maçonnique des « Modernes », il adhère rapidement à une loge irlandaise non affiliée, « dissidente ». La capitale britannique est alors l'une des métropoles qui compte le plus de francs-maçons. Depuis 1717, ceux-ci sont pour la majorité sous la juridiction de la Grande Loge d'Angleterre. Les frères irlandais y sont également ralliés jusqu'à ce qu'après certains désaccords et mécontentements, autour de questions religieuses et de pratique maçonnique, ils entreprennent la création de loges indépendantes. Dermott adhéra ainsi à l'une d'entre elles.
À partir du moment où la franc-maçonnerie irlandaise s’établit en opposition à la Grande Loge d'Angleterre, ses adhérents jugent nécessaire d'avoir également un livre de constitutions - tel les constitutions d'Anderson de sa rivale anglaise. En conséquence, Laurence Dermott, qui est alors grand secrétaire de l'ancienne Grande Loge d'Angleterre ainsi que grand maître adjoint, entreprend en 1751 une compilation de textes doctrinaux en vue de l'établissement d'une législation interne.
Dès le 20 mai 1751, l'écriture du pamphlet est officiellement entreprise par des francs-maçons irlandais de Londres, présidés par Dermott. En juin 1751 - un mois après le début de la rédaction de l'Ahiman Rezon - environ 70 à 80 loges irlandaises, dites dissidentes, se joignent aux « Anciens ».

## Présentation du livre

### Première édition
Le livre, qui sert donc de constitution aux « Anciens », à l'instar des Constitutions d'Anderson pour les « Modernes », étudié aujourd'hui en tant que pamphlet, comprend deux cents pages et la première édition est publiée par James Bedford à Londres, en 1756, avec le titre suivant Ahiman Rezon, sous titré de or a Help to a brother, en français « ou l'aide à un frère ».
La première édition de Ahiman Rezon, parue en 1756, comprend les constitutions de la Grande Loge des anciens d'Angleterre ainsi que de violentes attaques contre la Grande Loge d'Angleterre. La version de 1756 comprend une introduction, une profession de foi, des Old Charges (ou « anciennes obligations ») et des règlements généraux de l'ordre. Elle concerne autant les francs-maçons que les profanes. Les diverses publications qui lui succèdent suppriment ou rétablissent les règlements généraux de l'ordre.

### Seconde édition
Dans la version de 1764, seconde publication de l'ouvrage, Laurence Dermott introduit plusieurs paragraphes à propos d'une polémique concernant les « Modernes ». La seconde parution présente pour la première fois le blason de la Grande Loge des anciens, en anglais : arms of the Antients Grand Lodge.

### Autres éditions
En 1778, Laurence Dermott établit également une liste des griefs contre les « Modernes ».
Le 18 avril 1825, une nouvelle version d'Ahiman Rezon, largement inspirée des constitutions d'Anderson, est adoptée. Le 15 juin 1857 parait une troisième édition, retravaillée dix ans plus tard. La quatrième publication du pamphlet sera suivie de quatre autres, parues respectivement le 5 décembre 1877, 6 décembre 1893, 4 décembre 1895 et la dernière le 1er décembre 1915.